# Svarttjärnen (Gudmundrå socken, Ångermanland, 697644-159761)
Svarttjärnen är en sjö i Kramfors kommun i Ångermanland och ingår i Ångermanälven-Gådeåns kustområde.